# ユリア・バルスコワ
ユリア・バルスコワ（ロシア語ラテン翻字: Yulia Vladimirovna Barsukova, 1978年12月31日 - ）はロシアの新体操選手。

## 経歴
5歳でフィギュアスケートを始め、8歳で新体操に転向した。16歳でロシアのナショナルコーチイリナ・ヴィネルの指導を受け始めた。当時のロシアは新体操王国と呼ばれ、アリーナ・カバエワなど、選手層が非常に厚かったため、常に国内で3、4番手に甘んじていた。新体操をやめることも考えたが、コーチのヴィネルの説得により続行を決意した。
1999年の世界新体操選手権での活躍が認められ（個人総合3位、団体総合1位）、2000年のシドニーオリンピックの代表に選出された。シドニー五輪の前評判ではカバエワが金メダル確実といわれ、全く期待されていなかったが、カバエワがミスをして自滅する中、堅実な演技で得点を重ね、ユリア・ラスキナを0.084点の僅差でかわし、金メダルを獲得した。
シドニー五輪直後に引退。その後、ロシア人アイスダンサーと結婚した。